# موردويية (أرزوئية)
موردوییة (بالفارسية: موردوییه) هي منطقة سكنية تقع في إيران في Arzuiyeh Rural District.